# 西崗区
西崗区（せいこう-く）は中華人民共和国遼寧省大連市に位置する市轄区。大連市街区の中心を構成する。

## 歴史
1949年10月から1950年12月は大連市城市区とされていた。1950年12月に旅大市に移管され、管轄する24坊が14坊に統合整理され、大同、朱徳、長春、九三、日新、市場、東関、北崗橋、英華、北崗橋街、栄華、松山、広和、水仙坊が設置された。
1953年3月、街制導入により、14坊は14街道居民委員会に改編、翌年8月に街道居民委員会は12街道弁事処に改編され、長春路、大同、朱徳路、市場、日新、九三、栄華、北崗橋、東関、水仙、広和、松山街道弁事処が設置され、1959年5月に、6街道への整理統合が実施され東関、松山、黄河路、日新、北崗橋、長春の6街道となった。
1960年3月、人民公社制度が施行されると6街道は長春路、北京街、東関街の3人民公社に統合、更に同年8月に西崗区人民公社が設立されると、前記3人民公社は分社へと改編された。
1963年、都市部の人民公社の廃止に伴い街道弁事処が復活、3分社は黄河路、北京街、日新、松山、長春路、東関、栄華の7街道に分割された。しかし1969年9月、文化大革命により再び人民公社制が採用され、沙河口区が管轄する民運、香炉礁及び中山区が管轄する八一、民楽街道が西崗区に移管されると共に、西崗区が管轄する7街道と併せ、日新、北京、紅岩、長春路、黄河路、民楽、八一路、民運、香炉礁、建設の10人民公社が成立し、その下部に60街道が編成された。
1978年、人民公社制度が廃止となり人民公社は街道弁事処に変更され、また人口の増加よる都市部の拡大により新たに工人村、石道街、白雲の3街道弁事処を設置している。
2003年12月、行政区画の整理統合が行われ、民運街道・白雲街道及び石道街街道の一部が白雲街道に、長春路街道及び石道街街道の一部が人民広場街道に、黄河路街道の大部分と北京街道の大部分及び日新街道の一部が北京街道に、紅岩街道・日新街道の大部分及び建設街道の一部が日新街道に、民楽街道・建設街道の一部・黄河路街道の一部及び北京街道の一部が站北街道に、香炉礁街道及び工人村街道が香炉礁街道にそれぞれ統合される。
2019年12月、行政区画の整理統合が行われ、站北街道及び日新街道が日新街道に、北京街道及び人民広場街道が人民広場街道に統合され、現在の5街道体制が確立し現在に至っている。

## 行政区画
下部に5街道弁事処を管轄する。
- 人民広場街道、香炉礁街道、日新街道、八一路街道、白雲街道

## 交通

### 鉄道
- 大連地下鉄
  - 2号線
  - 3号線
  - 5号線
- 大連有軌電車

## 観光
- 旧大連一中校舎

## 健康・医療・衛生

### 病院
- 大連医科大学付属第一医院
- 大連市中西医結合医院
- 大連市児童医院
- 煤炭療養院
- 中国人民解放軍連勤保障部隊第967医院

## 友好都市
日本：岩手県花巻市